# Evelyn dos Santos
Evelyn dos Santos, född 11 april 1985, är en friidrottare från Brasilien. Hon deltog vid olympiska sommarspelen 2008 och olympiska sommarspelen 2012.